# Історичний факультет Тернопільського національного педагогічного університету імені Володимира Гнатюка
Історичний факультет — структурний підрозділ Тернопільського національного педагогічного університету імені Володимира Гнатюка, створений у 1993 році.

## Історія
Історія факультету починається із Кременця, де в червні 1940 р. засновано учительський інститут. Одним із його структурних підрозділів був історичний факультет, на якому готували вчителів для семирічних шкіл. Роботу навчального закладу перервала Друга світова війна. Після звільнення Тернопільщини від німецько-фашистських загарбників, літом 1944 р. розпочалася підготовка до навчання.
Історичний факультет функціонував до 1951 р. і був закритий. Спеціальність ще існувала на загальнонауковому факультеті, який діяв до 1967 р.
У 1992 р. на базі географічного факультету Тернопільського педагогічного інституту запроваджено спеціальність «Історія». 31 серпня 1993 р. ректор Тернопільського державного педагогічного інституту В. Кравець підписав наказ про створення історичного факультету.
18 жовтня 2020 року на території історичного факультету відкрито пам’ятник українському духівнику, релігійному та громадському діячу, патріоту України Володимиру Громницькому.

## Сучасність
Факультет здійснює підготовку фахівців за такими освітніми рівнями:
- бакалавр;
- спеціаліст;
- магістр.

Нині на денній і заочній формах навчається понад 700 студентів і магістрантів.
Станом на 1 січня 2010 р. на факультеті працювали 49 викладачів, з них 5 професорів. 47 викладачів мають наукові ступені — 6 докторів наук і 41 кандидат наук.

## Адміністрація факультету
Декани:
- Алексієвець Микола Миронович (1993—2006)[3],
- Савенко Віктор Васильович (2006—2013)[4],
- Бармак Микола Валентинович (2013—2016)[5],
- Місько Володимир Володимирович (2016—?)[6].
- в. о Кіцак Володимир Миронович — нині.

## Підрозділи

### Катедра історії України, археології та спеціальних галузей історичних наук
Катедра історії України утворена у 1991 році. У листопаді 2018 року відбулась реорганізація та було створено катедру історії України, археології та спеціальних галузей історичних наук.
Завідувачі катедри:
- Микола Бармак, доктор історичних наук, професор (від 2019)[5].

### Катедра всесвітньої історії та релігієзнавства
31 серпня 1993 р. створено катедру всесвітньої історії і методики її викладання. У 1998 р. внаслідок  поділу катедри засновано катедру стародавньої і середньовічної історії, а катедру, перейменовано у катедру нової і новітньої історії та методики викладання історії.
Катедра всесвітньої історії та релігієзнавства  створена у 2018 р. внаслідок реорганізації та об’єднання катедр нової і новітньої історії та методики викладання історії і стародавньої та середньовічної історії.
Завідувачі катедри:
- Бистрицька Елла Володимирівна — доктор історичних наук, професор (від 2018)[9].

### Катедра філософії та суспільних наук
Катедра офіційно заснована в 1981 році. З 1984 р. Катедра кілька разів зазнавала реорганізацій і поділів.
У 1993 році було створено три катедри: катедру філософії, економічної теорії, соціології і логіки, а в 1996 році катедри було розформовано і на їхній основі створена Катедра філософії та економічної теорії.
Завідувачі катедри:
- Кікець Г.Ю.,
- Калашник В. М.,
- Трубич С. Ю.,
- Стародубець В. В.,
- Огир О. В.,
- Шанайда В. І.,
- Братасюк М. Г.,
- Григорук Анатолій Ананійович (від 1996).